# Salix leveilleana
Salix leveilleana är en videväxtart som beskrevs av Camillo Karl Schneider. Salix leveilleana ingår i släktet viden, och familjen videväxter. Inga underarter finns listade i Catalogue of Life.